# Nabopolassar
Nabopolassar (cca.658 - 605 î.Hr.) a fost primul rege al Noului Imperiu Babilonian. A condus Babilonul timp de 20 de ani.
Este tatăl lui Nabucodonosor al II-lea, cel care l-a urmat pe tron în 605 î.Hr..